# Шулинці
Шулинці (словен. Šulinci) — поселення в общині Горні Петровці, Помурський регіон, Словенія. Висота над рівнем моря: 292,5 м.